# Фром (езеро)
Фром (на английски: Lake Frome) е безотточно солено езеро в южната част на Австралия, в източната част на щата Южна Австралия. Разположено е на 1 m н.в., в суха и пустинна местност. При пълен обем площта му е 2596 km², с дължина от север на юг 90 km и максимална ширина 40 km.
Езерото Фром е разположено в плоска падина между хребета Флиндърс на запад и пустинята Стшелецки на изток, на 240 km североизточно от пристанищния град Порт Огъста и на 420 km северно от столицата на щата Южна Австралия град Аделаида. Подхранва се предимно от дъждовете и от няколко временни реки, като най-големи са Пасморе Крийк, Юринала Крийк и Стшелецки Крийк, стичащи се съответно от хребетите Флиндърс на запад, Бариерен на югоизток и Грей на североизток. Площта на водното огледало силно се колебае през отделните сезони. През зимата, по време на дъждовния сезон площта му значително се увеличава и достига до 2596 km², но това се случва много рядко. През по-голямата част от годината почти пресъхва и се покрива с дебела кора от сол. На север от него и на същата надморска височина е разположено по-малкото солено езеро Калабона, с което се свързва чрез река Солт Крийк.
Езерото Фром е открито през 1843 г. от британския военен топограф Едуард Фром и по-късно е наименувано в негова чест.